# Saint-Martin-de-Fontenay
Pour les articles homonymes, voir Saint-Martin et Fontenay.
Saint-Martin-de-Fontenay est une ancienne commune française, située dans le département du Calvados en région Normandie. Le 1er janvier 2025, elle fusionne avec la commune de May-sur-Orne pour constituer la commune nouvelle de Saint-Martin-de-May.

## Géographie

### Localisation
La commune se trouve à quelques kilomètres au sud de Caen. Elle est limitrophe de Saint-André-sur-Orne (anciennement Saint-André-de-Fontenay) et à l'est du hameau de Verrières rattaché à Saint-Martin-de-Fontenay.
| Fleury-sur-Orne      | Ifs                      | Ifs, Hubert-Folie                 |
| Saint-André-sur-Orne | Saint-Martin-de-Fontenay | Tilly-la-Campagne                 |
| May-sur-Orne         | Fontenay-le-Marmion      | Rocquancourt, Fontenay-le-Marmion |

### Climat
Pour des articles plus généraux, voir Climat de la Normandie et Climat du Calvados.
En 2010, le climat de la commune est de type climat océanique altéré, selon une étude du CNRS s'appuyant sur une série de données couvrant la période 1971-2000. En 2020, Météo-France publie une typologie des climats de la France métropolitaine dans laquelle la commune est exposée à un climat océanique et est dans la région climatique  Normandie (Cotentin, Orne), caractérisée par une pluviométrie relativement élevée (850 mm/a) et un été frais (15,5 °C) et venté. Parallèlement le GIEC normand, un groupe régional d’experts sur le climat, différencie quant à lui, dans une étude de 2020, trois grands types de climats pour la région Normandie, nuancés à une échelle plus fine par les facteurs géographiques locaux. La commune est, selon ce zonage, exposée à un « climat des plateaux abrités », correspondant à la plaine agricole de Caen à Falaise, sous le vent des collines de Normandie et proche de la mer, se caractérisant par une pluviométrie et des contraintes thermiques modérées.
Pour la période 1971-2000, la température annuelle moyenne est de 10,6 °C, avec  une amplitude thermique annuelle de 12,4 °C. Le cumul annuel moyen de précipitations est de 725 mm, avec 11,8 jours de précipitations en janvier et 7,6 jours en juillet. Pour la période 1991-2020, la température moyenne annuelle observée sur la station météorologique la plus proche, située sur la commune de Carpiquet à 9 km à vol d'oiseau, est de 11,5 °C et le cumul annuel moyen de précipitations est de 740,3 mm,. Pour l'avenir, les paramètres climatiques de la commune estimés pour 2050 selon différents scénarios d’émission de gaz à effet de serre sont consultables sur un site dédié publié par Météo-France en novembre 2022.

## Urbanisme

### Occupation des sols
L'occupation des sols de la commune, telle qu'elle ressort de la base de données européenne d’occupation biophysique des sols Corine Land Cover (CLC), est marquée par l'importance des territoires agricoles (88,7 % en 2018), en diminution par rapport à 1990 (93,6 %). La répartition détaillée en 2018 est la suivante : 
terres arables (85 %), zones urbanisées (10,9 %), zones agricoles hétérogènes (3,7 %), zones industrielles ou commerciales et réseaux de communication (0,5 %). L'évolution de l’occupation des sols de la commune et de ses infrastructures peut être observée sur les différentes représentations cartographiques du territoire : la carte de Cassini (XVIIIe siècle), la carte d'état-major (1820-1866) et les cartes ou photos aériennes de l'IGN pour la période actuelle (1950 à aujourd'hui).

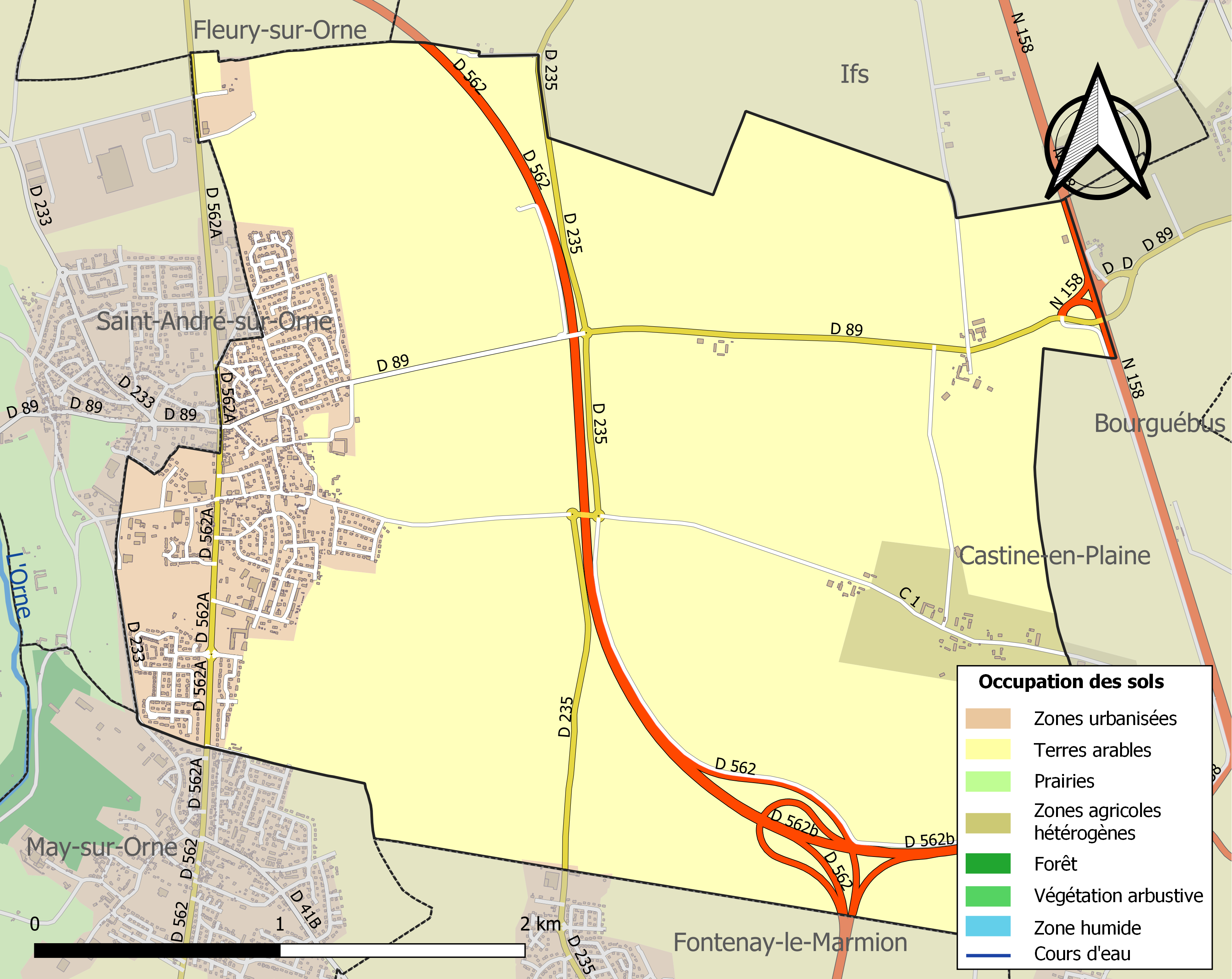
Carte des infrastructures et de l'occupation des sols de la commune en 2018 (CLC).

### Voies de communication et transports
La commune est traversée du nord au sud, en son centre par la départementale 562A (ancienne route nationale 162) et bordé à l'est par la nationale 158  reliant Caen à Falaise.

## Toponymie
Le nom de la localité est attesté sous la forme Sanctus Martinus de Fontaneto au XIe siècle.
La paroisse était dédiée à Martin de Tours, évêque de Tours au IVe siècle.
Le gentilé est Martifontain.

## Histoire

### Antiquité
En 1985, lors de la viabilisation d'un lotissement, une campagne de fouilles est menée qui va faire découvrir un enclos funéraire d'environ 8 000 m2 contenant 944 sépultures (880 inhumations et 64 crémations) datant d'époques très différentes : du début de l'âge du fer jusqu'au VIIe siècle. On trouve, concentré en un même point du cimetière, un groupe dont l'origine orientale est attestée aussi bien par les objets que par la morphologie des squelettes. Les femmes portent pour certaines un riche mobilier d'origine pontico-danubienne et pratiquent la déformation volontaire du crâne, coutume d'origine orientale. Cependant, elles sont plus grandes que les indigènes présents dès l'âge du fer. Peut-être s'agit-il de Germains orientaux, en tout cas, à coup sûr de soldats « barbares » de l'armée romaine arrivés dans la région dès la mise en place du litus saxonicum au IIIe siècle. Voir les sites analogues de Frénouville et d'Airan.

### Moyen Âge
La paroisse de Fontenay fut divisée une première fois pour former les paroisses et seigneuries de Fontenay-le-Marmion et de Fontenay-le-Tesson où se trouve l'abbaye Saint-Étienne de Fontenay fondée par Raoul Tesson. Entre le XIe et le XIVe siècles, Fontenay-le-Tesson fut divisé à son tour pour former Saint-Martin-de-Fontenay et Saint-André de Fontenay.

### Révolution
À la création des cantons, Saint-Martin-de-Fontenay est chef-lieu de canton. Ce canton est supprimé lors du redécoupage cantonal de l'an IX (1801).

### Seconde Guerre mondiale
Lors de la bataille de Normandie, le village fut détruit à 93 %. La commune est libérée par les Canadiens. Située sur la ligne de front, elle fut le lieu d'âpres combats lors des suites de la bataille de Caen pour le contrôle de la plaine de Caen et de la route de Falaise. Les jeunes soldats canadiens tués lors de ces opérations reposent au cimetière militaire canadien de Bretteville-sur-Laize. L'unité québécoise des Fusiliers Mont-Royal (de Montréal) a enlevé l'église du village à la 9e Panzer SS dans la nuit du 31 juillet au 1er août 1944 à la suite d'une opération de commando qui a modifié le rapport de force dans ce secteur.

### De 1945 à nos jours
Après la guerre, Mme Sabathier, boïenne, en cure à Bagnoles-de-l’Orne, visite la région et rencontre Louis Lefèvre (maire de l’époque). Il en est décidé d’organiser une rencontre entre les élus des deux communes pour venir en aide aux Martifontains et leur commune sinistrée. Une fois reconstruit, le village s'agrandit au fil du temps. Enfin, en 1991, le jumelage entre Saint-Martin et Biganos sera officialisé par le maire de l'époque Daniel Lequien et celui de Biganos Lucien Mounaix.

### Aléas météorologiques
- Tempête  du 15 au 16 octobre 1987.
- En décembre 1999, la ville est touchée par des inondations, coulées de boue et mouvements de terrain  du 25 au 29 décembre 1999.
- Inondations par remontées de nappe phréatique  du 1er février au 27 avril 2001.
- En mars 2013, la ville est touchée par une importante tempête de neige, mais sans dégâts.
- Le 19 juin 2013, un orage s'est abattu[16] sur la ville vers 5 h 30 du matin, causant ainsi des dégâts matériels.
- Le 12 juin 2015 vers 16 h 30, une tornade s'est formée[17], provoquant ainsi des dégâts matériels.

## Politique et administration

### Liste des maires
| Période                                  | Période                   | Identité           | Étiquette | Qualité                              |
| ---------------------------------------- | ------------------------- | ------------------ | --------- | ------------------------------------ |
| 1923                                     | 1932                      | Paul Auvray        |           |                                      |
| 1932                                     | 1947                      | Virgile Challe     |           |                                      |
| 1947                                     | décembre 1975 (démission) | Louis Lefèvre      |           |                                      |
| décembre 1975                            | juin 1995                 | Daniel Lequien     | PS        | Cadre technico-commercial, ingénieur |
| juin 1995                                | mars 2001                 | Jean-Claude Jeanne | SE        | Instituteur                          |
| mars 2001                                | mars 2014                 | Vincent Longuet    | SE        | Professeur des écoles                |
| mars 2014                                | décembre 2024             | Martine Piersiela  | SE        | Retraitée de l'administration        |
| Les données manquantes sont à compléter. |                           |                    |           |                                      |

### Jumelages
- Stockstadt am Main (Allemagne) depuis 1993.
- Biganos (France) depuis 1991[20].

## Équipements et services publics

### Enseignement
- École élémentaire Charles-Huard.
- Collège Guy-de-Maupassant.

### Santé
La ville dispose de son propre centre médical, situé derrière la mairie, abritant quatre médecins généralistes, deux orthophonistes, un podologue et un cabinet infirmier.

## Population et société

### Démographie
L'évolution du nombre d'habitants est connue à travers les recensements de la population effectués dans la commune depuis 1793. Pour les communes de moins de 10 000 habitants, une enquête de recensement portant sur toute la population est réalisée tous les cinq ans, les populations de référence des années intermédiaires étant quant à elles estimées par interpolation ou extrapolation. Pour la commune, le premier recensement exhaustif entrant dans le cadre du nouveau dispositif a été réalisé en 2006.
En 2022, la commune comptait 2 511 habitants, en évolution de −3,53 % par rapport à 2016 (Calvados : +1,58 %, France hors Mayotte : +2,11 %).
| 1793 | 1800 | 1806 | 1821 | 1831 | 1836 | 1841 | 1846 | 1851 |
| ---- | ---- | ---- | ---- | ---- | ---- | ---- | ---- | ---- |
| 589  | 539  | 482  | 454  | 451  | 437  | 450  | 453  | 456  |

| 1856 | 1861 | 1866 | 1872 | 1876 | 1881 | 1886 | 1891 | 1896 |
| ---- | ---- | ---- | ---- | ---- | ---- | ---- | ---- | ---- |
| 460  | 498  | 472  | 428  | 443  | 429  | 422  | 436  | 410  |

| 1901 | 1906 | 1911 | 1921 | 1926 | 1931 | 1936 | 1946 | 1954 |
| ---- | ---- | ---- | ---- | ---- | ---- | ---- | ---- | ---- |
| 418  | 432  | 419  | 449  | 452  | 510  | 502  | 348  | 647  |

| 1962 | 1968 | 1975  | 1982  | 1990  | 1999  | 2006  | 2011  | 2016  |
| ---- | ---- | ----- | ----- | ----- | ----- | ----- | ----- | ----- |
| 766  | 895  | 1 319 | 1 418 | 1 884 | 1 881 | 2 068 | 2 572 | 2 603 |

| 2021  | 2022  | - | - | - | - | - | - | - |
| ----- | ----- | - | - | - | - | - | - | - |
| 2 515 | 2 511 | - | - | - | - | - | - | - |

### Manifestations culturelles et festivités
- Marché de Noël organisé par l'école Charles-Huard.
- Arbre de Noël organisé par la mairie.
- Foire aux greniers organisée chaque 1er week-end de mai.
- Fête communale organisé chaque 1er week-end de juin.

### Sports et loisirs
- Salle communale et gymnase du Coisel, situé à Saint-André-sur-Orne.
- Stade de l'Esplanade Daniel-Lequiem.

### Vie associative
- École de musique et de danse intercommunale située sous l'école.
- Centre de loisirs situé sous l'école et dans l'école pendant les vacances scolaires.
- Local jeunes AJM se situant sous l'église Saint-Martin.
- Bibliothèque municipale située dans l'école.
- C'est Coisel? association culturelle intercommunale depuis 2005
- Comité de jumelage de Saint-Martin-de-Fontenay et Biganos.
- Club du 3e âge situé sous l'église.

### Cultes
- Paroisse Sainte-Marie-des-Fontaines.

## Économie
Saint-Martin-de-Fontenay était à la base un village d'agriculteurs et de mineurs jusqu'en 1968, comme les communes limitrophes. Mais elle accueille aussi d'autres secteurs économiques se concentrant surtout au nord du territoire.

## Culture locale et patrimoine

### Lieux et monuments

#### Patrimoine civil
- "Château Gombeaux" : propriété privée.
- "Château Lagouelle" : ancienne maternité, il sert à présent de foyer d'hébergement.
- Cité de la Mine : vestige du passé minier de la ville avec les habitations ouvrières et l'ancien centre d'apprentissage SMPC, ayant servi de collège.
- Monument aux morts : Première Guerre mondiale, Seconde Guerre mondiale et guerre d'Algérie et une plaque commémorative des victimes civiles de 1944.
- Mémorial canadien de Cindais de la Cote 67.
- Place des Fontaines : elle doit son nom du fait qu'il y avait sept fontaines, ruisselant des collines voisines[26] d'où est le nom de Fontenay.
- Mairie et l'ancienne école de garçons : les bâtiments de l'ancienne école sont devenus en 1993 l'extension de la mairie.
- Ancienne école de filles : accueillant les ateliers municipaux.
- Cimetière de Saint-Martin : ancien emplacement de l'église paroissiale.
- Quelques maisons ayant survécu à la guerre.

#### Patrimoine religieux

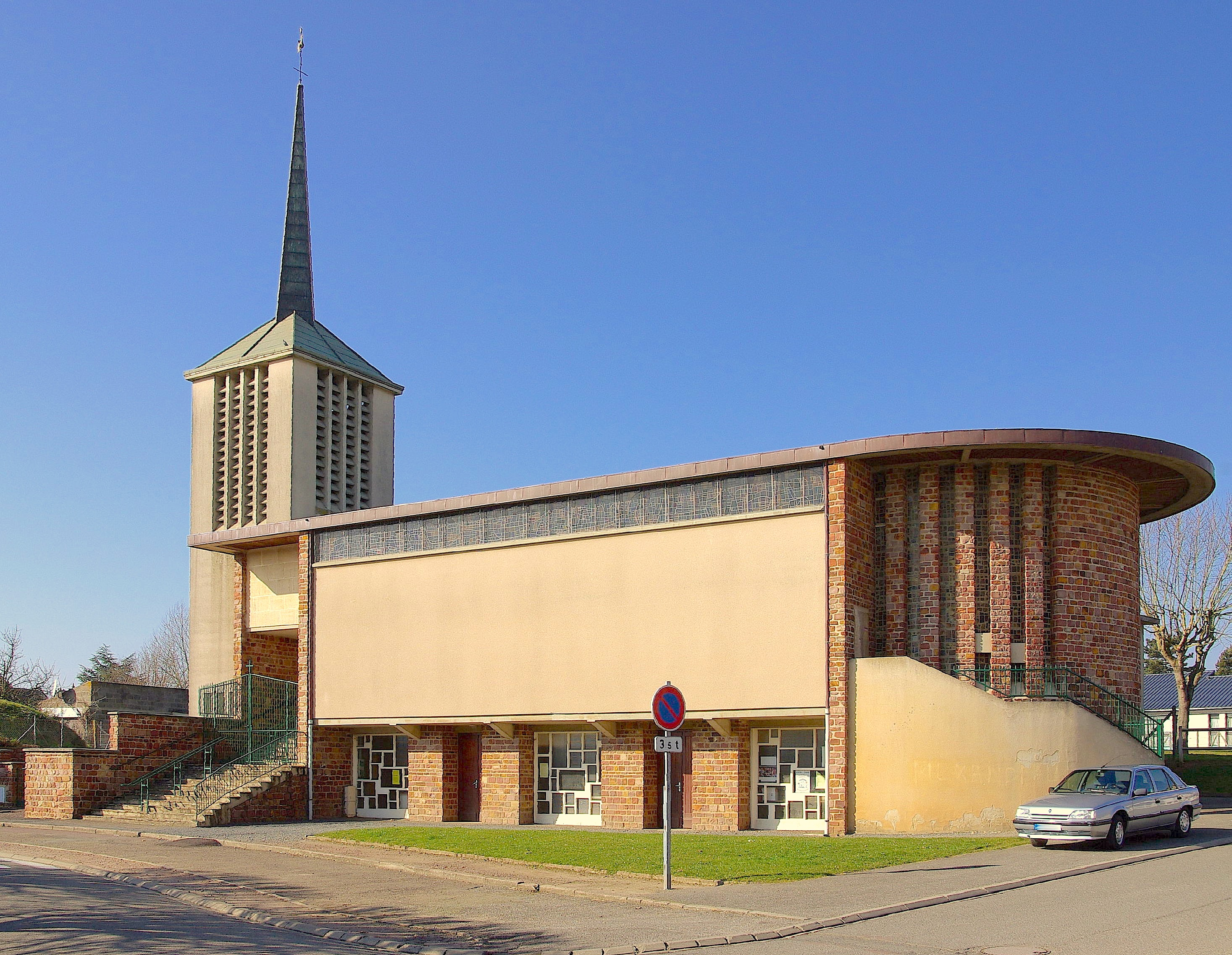
L'église Saint-Martin.

- Église Saint-Martin (Reconstruction, 1962). Elle remplace l'ancienne église elle aussi dédiée à saint Martin. Elle abrite ce qui reste du retable du XVIIe siècle classé à titre d'objet aux Monuments historiques[27] très sinistré par les dégâts de la Seconde Guerre mondiale.
- Calvaire de 1937, situé face au parking de l'école primaire.
- Chapelle Saint-Jacques de Verrières, avec une plaque commémorative de la bataille.
- Oratoire dédié à la Vierge Marie rue du Fossu.

#### Autres lieux et monuments disparus
- Château Dumont : situé route d'Harcourt, détruit en 2013.
- L'ancienne église Saint-Martin, détruite en 1944.
- La chapelle de Troteval située autrefois dans ce hameau, détruite lors de la Révolution française.

### Personnalités liées à la commune
- Louis Vivien de Saint-Martin (1802 à Saint-Martin-de-Fontenay - 1896), géographe.
- Arlette Ben Hamo (née en 1930  à Saint-Martin-de-Fontenay), athlète française.
- Pascal Mahé (né en 1963 à Saint-Martin-de-Fontenay), joueur de handball.